# Église Saint-Jacques d'Aubeterre-sur-Dronne
L’église Saint-Jacques est une église paroissiale située à Aubeterre-sur-Dronne, dans le département de la Charente et le diocèse d'Angoulême. Cette ancienne collégiale, presque entièrement détruite durant les guerres de Religion, conserve néanmoins une façade monumentale empruntant au style roman saintongeais et poitevin. Tout comme l'église monolithe Saint-Jean toute proche, elle constituait pour les pèlerins une étape sur la route de Saint-Jacques-de-Compostelle. 
Le portail de l'église fait l’objet d’un classement au titre des monuments historiques par la liste de 1862.

## Histoire
L'église Saint-Jacques, consacrée en 1171, appartient à l'origine au diocèse de Périgueux. Fréquentée durant des siècles par les « Jacquets » en route pour Saint-Jacques-de-Compostelle, elle est totalement ravagée par des extrémistes protestants les 13 et 14 mai 1562, qui n'épargnent guère que sa façade. L'église n'est pas relevée avant 1710. Le clocher, un peu en retrait, est édifié en 1860. 
Plusieurs campagnes de restauration ont été entreprises ces dernières années afin de rendre son cachet à cet édifice emblématique, campé sur une hauteur du village : restauration intérieure à partir de 1965 (pose de nouveaux vitraux, remise en état des murs et de la charpente) puis de nouveau en 1989 (charpente des bas-côtés) ; remise en état des parties extérieures à partir de 1979 (restauration de la façade, durant jusqu'en 1993). Ces travaux sont complétés en 1994 par un aménagement des abords de l'église (création d'un espace vert et pose de projecteurs).

## Description

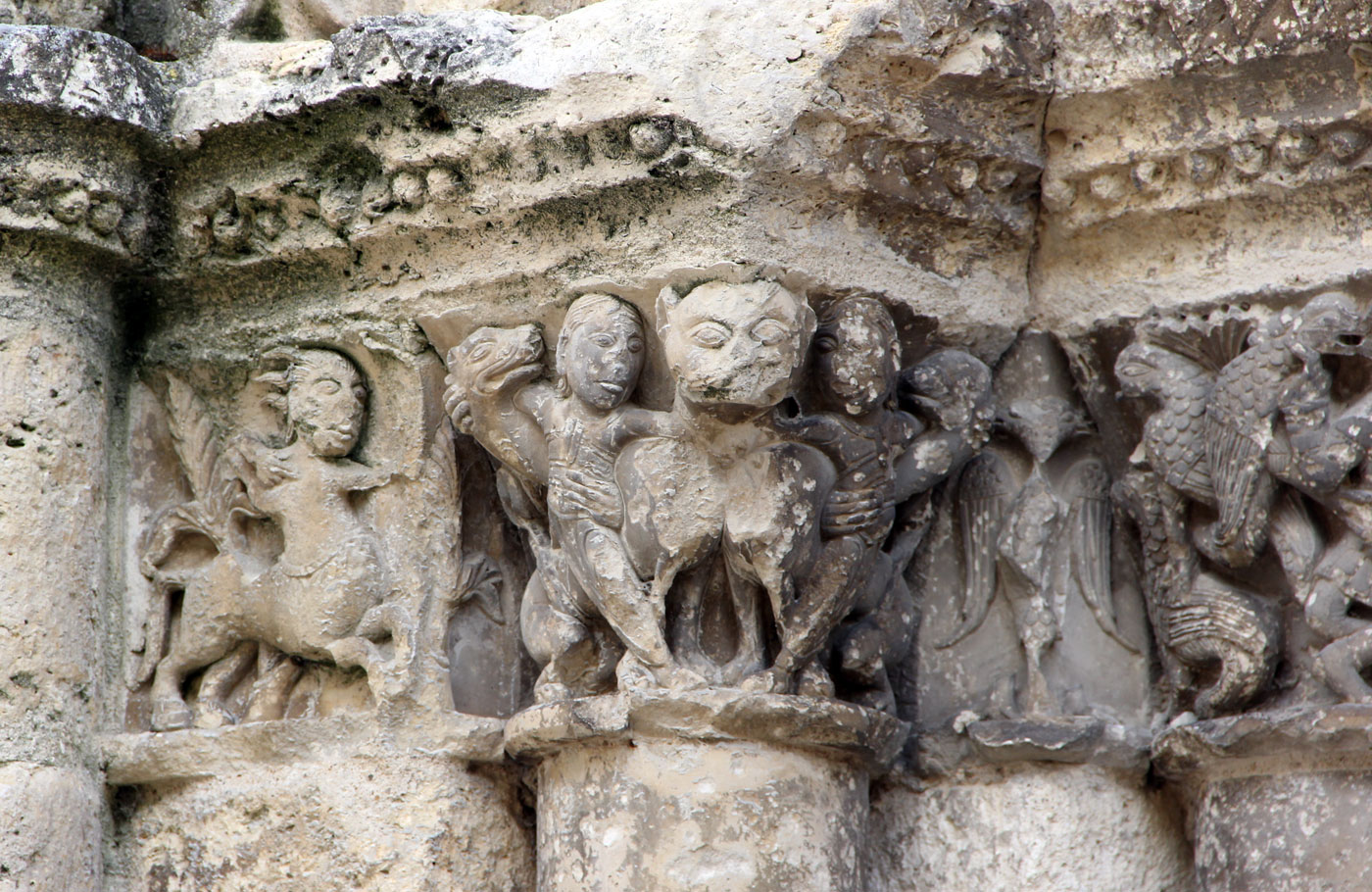
Chapiteau au centaure.

L'élément majeur de cette église est sa façade monumentale, qui s'étend sur 18 mètres 40 pour une hauteur de 12 mètres. S'inspirant des canons de l'architecture romane saintongeaise (abbaye aux Dames de Saintes), poitevine (église Notre-Dame la Grande de Poitiers) et angoumoisine (cathédrale Saint-Pierre d'Angoulême) bien plus que des modèles périgourdins, elle est divisée en trois registres horizontaux et verticaux, rythmés par de grandes arcades et des entre-colonnements.
Le portail, dont un arc polylobé trahit des influences hispano-mauresques, comprend cinq voussures ornées de motifs géométriques et végétaux. Il est encadré par deux arcades aveugles, où est encore visible une frise sculptée représentant les cycles astrologiques du zodiaque, ainsi que les travaux des champs et activités associés (préparation du pain, ensemencement des parcelles, scènes de chasse...). L'étage supérieur voit se développer une arcature (treize arcades en plein cintre) dont on suppose qu'elles ont dû abriter des statues des douze apôtres (aujourd'hui disparues), organisées autour d'une baie centrale. 
Les chapiteaux s'inscrivent dans la grande tradition romane. Foisonnants de représentations symboliques (coquilles Saint-Jacques), de monstres mythiques issus du bestiaire médiéval (basilics, chimères, sirènes-oiseaux, griffons), d'animaux exotiques (lions) ou de visages humains énigmatiques, ils se rapprochent par certains aspects de l'art des imagiers d'Aulnay et de Saintes. Un des chapiteaux de la façade représente un centaure en train de décocher une flèche en direction d'un cerf. Comme le cerf symbolise généralement le Christ, le centaure incarnerait ici le mal.
Le deuxième étage, aujourd'hui tronqué, abritait une statue équestre (comme à Aulnay, à Melle, à Saintes ou à Châteauneuf-sur-Charente), possible représentation de l'empereur Constantin, de saint Jacques ou de Charlemagne. Les deux extrémités de la façade laissent apparaître le départ de deux tours d'angle, sur le modèle de certaines églises poitevines (Notre-Dame la Grande).

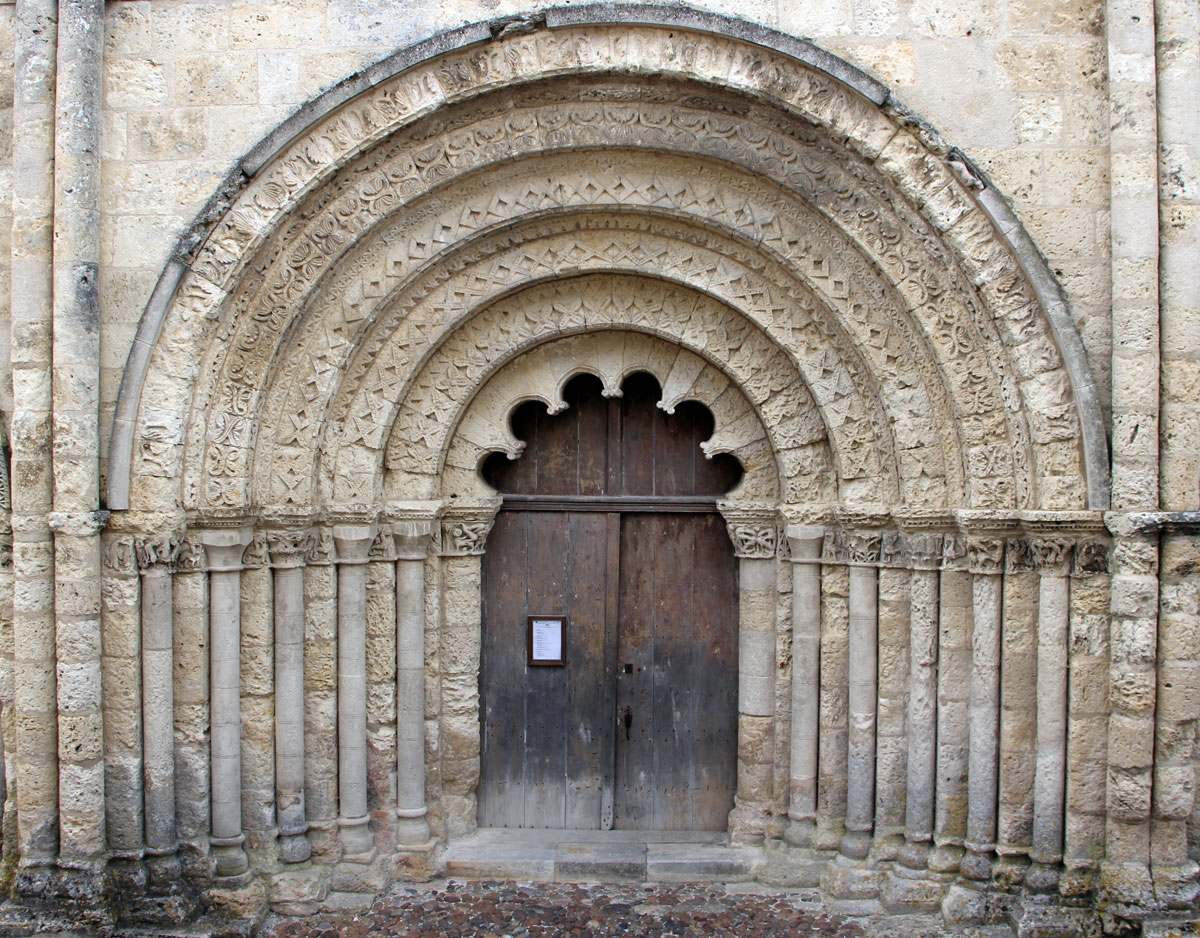
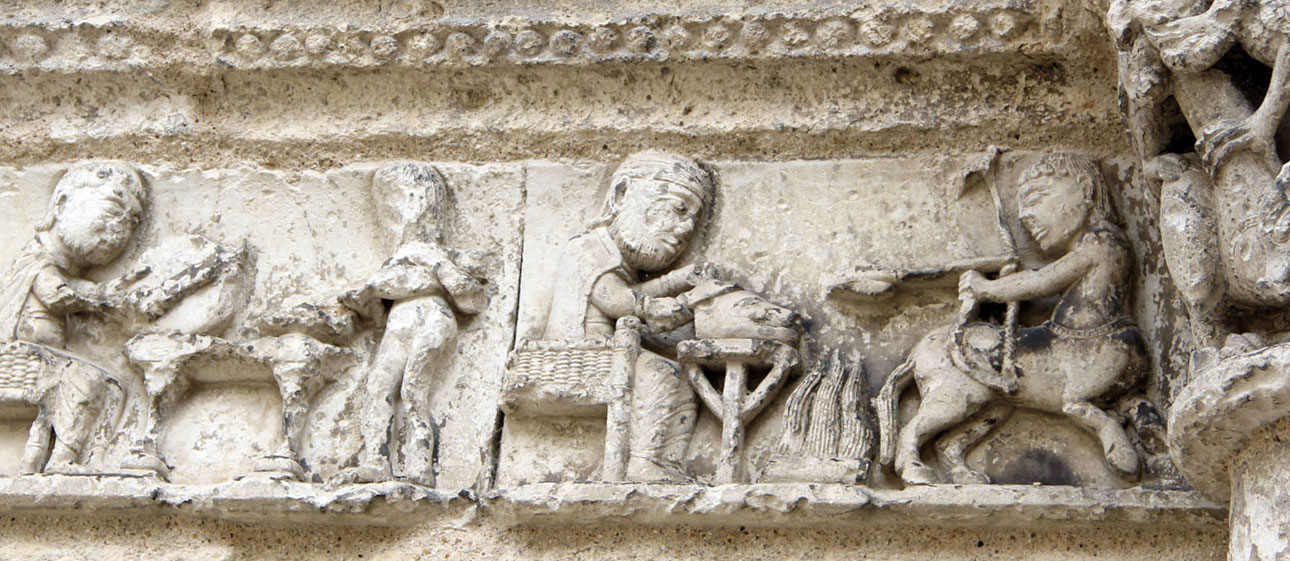
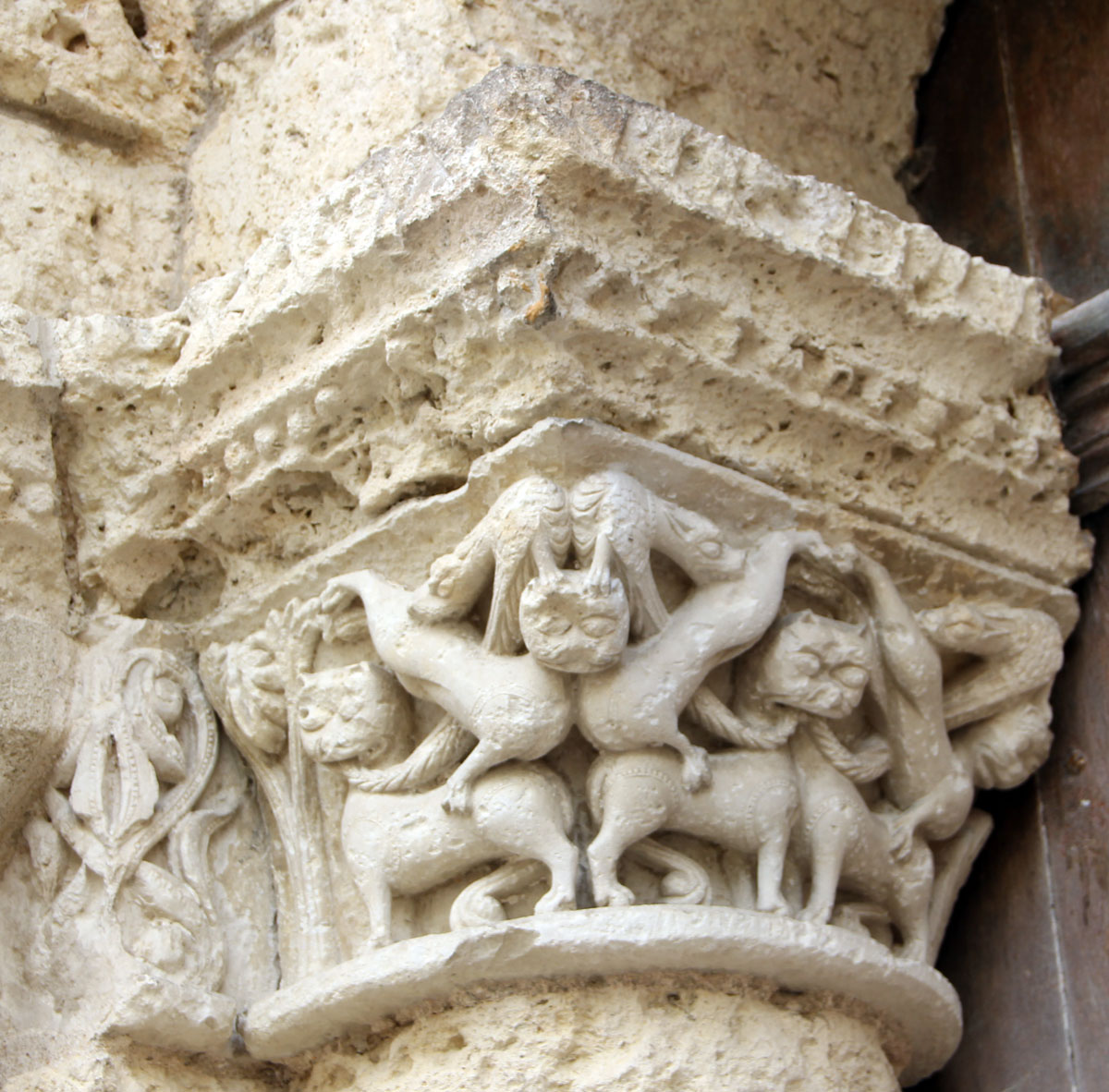
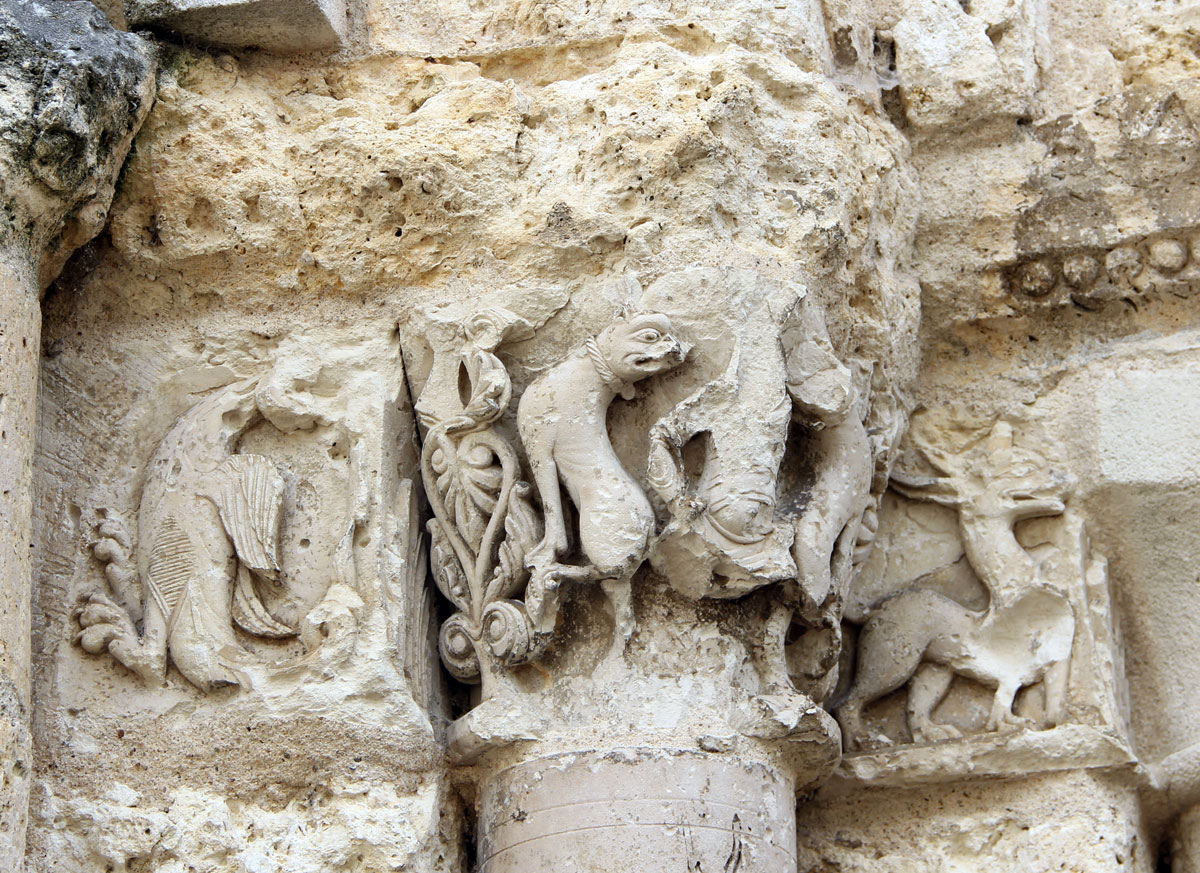

L'intérieur de l'église, d'une grande sobriété, est divisé en trois vaisseaux, l'ensemble étant couvert d'une charpente apparente. Le chevet plat est percé d'une grande baie où a été posé un vitrail moderne en 1970. Le bas-côté sud abrite une Vierge à l'enfant du XVIe siècle, à laquelle répond une statue de saint Jacques dans le bas-côté opposé. Parmi les autres éléments notables, deux cloches du 1er quart et du 3e quart du XVIIe siècle, ainsi que deux chandeliers de chœur du XIVe siècle sont classés aux monuments historiques.